# Wakefield (Kansas)
Wakefield è una città degli Stati Uniti d'America della contea di Clay nello Stato del Kansas.